# Erythrocera ruralis
Erythrocera ruralis là một loài ruồi trong họ Tachinidae.